# Platyeutidium dentifrons
Platyeutidium dentifrons är en skalbaggsart som först beskrevs av Desbordes 1916.  Platyeutidium dentifrons ingår i släktet Platyeutidium och familjen stumpbaggar. Inga underarter finns listade i Catalogue of Life.